# Dentex angolensis
Dentex angolensis är en fiskart som beskrevs av Max Poll och Günther Maul, 1953. Dentex angolensis ingår i släktet Dentex och familjen havsrudefiskar. Inga underarter finns listade i Catalogue of Life.